# Brian Dumoulin
Brian Dumoulin, född 6 september 1991, är en amerikansk professionell ishockeyspelare som spelar för Pittsburgh Penguins i NHL. Han har tidigare spelat på lägre nivåer för Wilkes-Barre/Scranton Penguins i AHL.
Dumoulin draftades i andra rundan i 2009 års draft av Carolina Hurricanes som 51:a spelare totalt.